# 有性生殖
有性生殖是生殖的一种类型，它使得后代的基因多样性增强。它可以用两个进程刻画。第一个是减数分裂，涉及将染色体个数减半。第二个是受精，这个过程中两个配偶子融合，并恢复原来的染色体个数。在减数分裂时，每对染色体通常交叉以达到基因重组。
有性生殖的演化是现代演化生物学的重大谜团。最早的有性繁殖的生物化石证据是来自狭带纪的真核细胞，距今约12到10亿年。有性生殖是绝大多数可见生命体的繁殖形式，包括几乎所有的动物和植物。细菌接合（bacterial conjugation），也就是两个细菌之间的DNA转移，有時也被視為一種有性生殖，因为其後果都是遺傳物質的重新組合。
当代进化论观点提出了为何虽然单性生殖在有些方面是更强的生殖形式，但有性生殖依然持续存在的一些理由。有性生殖可能是因为在进化树本身上的压力而保持下来 - 因为通过有性重组比单性繁殖更能产生适应变化的环境的分支，並有效處理突變與寄生蟲而将物种散布出去。或者，有性生殖可能像棘轮那样控制了进化发展的速度，因为一个进化枝会和另一个竞争有限的资源。

有性生殖的第一阶段，减数分（Meiosis）， 染色体数量从一个二倍体数（2n）变成单倍体数的（n）。在'受精'（Fertilization）过程中，单倍体配偶子合起来构成双倍体受精卵受精卵而染色体的原始个数（2n）得到回复。

## 原生生物和真菌的有性生殖
很多原生生物和單細胞的真菌會有性繁殖。虽然它们是单细胞，但在繁殖的时候，会出現“父细胞”和“母细胞”结合起来的現象。然后，它们的基因信息合成一个新的形式，接著透过減數分裂产生了后代。

## 植物繁殖
在开花植物中，雄蕊产生称为花粉的配偶子，它附着于雌蕊上，而雌蕊中有雌性配偶子（胚珠）。在这里，雌性配偶子受精，并发展成为种子。而产生了配偶子的子房则长成了一个果实，它包裹了种子。植物可以自花授粉或者异花授粉。

## 爬行动物和鸟类的繁殖
雄性和雌性鸟以及爬行动物都有泄殖腔，排出卵子，精子，和排泄物。交配是通过将泄殖腔的唇压在一起进行的，在此期间雄性将精子转入雌性体内。雌性将孕育了年轻生命的带羊膜的蛋产下。但是，有一些种类，包括多数涉禽和鸵鸟，有一个类似哺乳动物阴茎的交接器官。

## 哺乳动物的生殖
对于胎生哺乳动物，后代出生时为幼体：带有性器官的完整个体，但性器官功能还未健全。几个月或几年后，性器官发育成熟，个体开始性成熟。多数雌性哺乳动物只在特定周期可受孕，在那些时候它们称为"发情"。这是，个体已经可以交配。单独的雄性和雌性哺乳动物接触并开始交配。对于多数哺乳动物，雄性和雌性在成年生命中会交换性伴侣。

### 哺乳动物雄性
雄性生殖系统包含两个主要部分：阴茎，用于在交配時將生殖细胞（精子）导入发情期(如有)的雌性生殖系統，而睾丸用于产生生殖细胞（精子）。对于人类，两个器官都位于腹腔以外，但是对于其它动物，它们可以主要位于腹部（譬如，对于狗，阴茎在非交配时主要位于体内）。睾丸位于体外有利于精子的温度调节，因为它们需要特定的温度存活。
精子比卵子小，通常非常短命，这要求雄性从性成熟至死亡前不停的生产精子。它们是活动的并且通过趋化性游动。

### 哺乳动物雌性
雌性生殖系统同样包含两个主要部分：阴道和子宫，主要用于接受雄性在交配射精时产生的精子，而卵巢，产生雌性的卵子。所有这些部分总是体内的。阴道通过子宫颈连接于子宫，而子宫通过输卵管连接到卵巢。在特定时间段，卵巢排出卵子，通过输卵管到达子宫。
如果，在那个传输中，它遇到了精子，精子会穿入并和卵子结合完成授精。授精通常发生在输卵管，但也可以在子宫中发生。受精卵将自己植入子宫壁，然后就开始胚形成和器官形成的过程。当发展到可以在子宫外成活的阶段，子宫颈扩张，子宫的宫缩将胎儿退出产道，也就是阴道。
卵子比精子更大，通常在出生时就全部生成了。它们大部分时候是静态的，除了它们到子宫的传输，它们也包含了将来受精卵和胚胎所需的营养。在一个规则的时间段，卵形成的进程将一个卵子变为成熟，并送到连接着卵巢的输卵管以接受可能的授精。如果未受精，该卵子通过人类和类人猿的月经周期排出体外或者在其它动物的动情周期中吸收。

### 妊娠
妊娠，对于人类也就是怀孕，是胎儿通过在母体内有丝分裂生长的时间段。这段时间内，胎儿通过母体获得所有的营养和带氧血液，通过胎盘来过滤，胎盘通过脐带连接到胎儿的腹部。这个养料的索取对于母体负担相当大，她需要摄入高的多的卡路里。而且，某些维生素和其它养料比平常需要程度高很多，经常导致异常的饮食习惯。妊娠的长度，称为妊娠期，每个种类有很大不同，对于人类是38星期，对于长颈鹿是55－60星期，而对于仓鼠则是16天。

### 分娩
一旦胎儿足够成熟，分娩过程的化学信号就开始了，它从子宫的收缩和子宫颈的扩张开始。胎儿下降到子宫颈，然后推入阴道，最后退出母体。新生儿通常在出生后立刻开始呼吸。不久之后，胎盘也排出。多数哺乳动物将它吃掉，因为它是用于抚育幼体的很好的蛋白质和其它重要养分的来源。连接到幼体的腹部的脐带最后会自行脱落。

### 单孔目动物
单孔目动物现在只剩5个物种，全部生活于澳大利亚和新几内亚，它们是排卵的。它们有一个用于排泄和生殖的口称为泄殖腔。它们将蛋存于体内几个星期，提供养料，然后将他们产出，然後像鸟类一样孵化。不到两个星期，幼体孵化并爬入母体的袋子。和有袋动物相似，它需要喂养几个星期。

### 有袋动物
有袋动物基本上以一般哺乳动物的相同方式生殖，但是他们的幼体在生长的相当早的阶段就分娩了。出生后幼袋鼠爬入母体的袋中，并连到一个乳头，从那里接受养料并完成发展到完全独立的动物的过程。

## 参看
- 生物繁殖
- 單性生殖
- 鳥
- 開花植物
- 哺乳動物
- 爬行動物
- 性器官